# Srećko Badurina
Srećko Badurina (Lun na Pagu, 12. svibnja 1930. - Zagreb, 17. rujna 1996.) bio je hrvatski katolički biskup i teolog. 
Kao prvorođeno dijete u obitelji Pavla i Sokole (rođ. Baričević) odrastao je uz desetero braće i sestara, među kojima su dva brata postala franjevci trećoredci, a dvije sestre benediktinke.
U franjevački red trećoredaca glagoljaša stupio je 1946. godine. Teološko obrazovanje stekao je na Visokoj bogoslovnoj školi u Splitu (1951. - 1956.) i Katoličkom bogoslovnom fakultetu u Zagrebu. Za svećenika je zaređen 1955. u zadarskoj katedrali. Doktorirao je 1965. na KBF-u u Zagrebu s tezom Svrha braka prema nauci Pija XII. pod mentorstvom Jordana Kuničića. Specijalizaciju iz moralne teologije završio je na Papinskom sveučilištu Alfonsianum u Rimu (1966. - 1968.).
Obnašao je brojne crkvene dužnosti: služio kao kapelan u Zadru, bio magistar bogoslova na Ksaveru (1959. - 1964.), profesor moralne teologije na Katehetskom institutu KBF-a u Zagrebu i Visokoj bogoslovnoj školi u Rijeci (1974. - 1988.). Djelovao je kao gvardijan samostana u Odri i ravnatelj tamošnje srednje škole (1968. - 1974.), te kasnije gvardijan samostana na Pehlinu u Rijeci.
Papa Ivan Pavao II. imenovao ga je šibenskim biskupom 7. prosinca 1987., a biskupsko posvećenje primio 6. siječnja 1988. u Vatikanu. Kao biskup posebno se istaknuo tijekom Domovinskog rata, kada je ostao uz svoj narod u dijelom okupiranoj Šibenskoj biskupiji. U Hrvatskoj biskupskoj konferenciji obnašao je dužnost prvog potpredsjednika, vodio Komisiju „Justitia et Pax” te organizirao rad Informativne katoličke agencije (IKA-e).
Objavio je djela: Prema novoj zrelosti: razmišljanja i razgovori o vjeri i Crkvi, biskupstvu i redovništvu (1989.), Putovima obnove Trećega samostanskog reda svetoga Franje (1996.), Sugovornik vremena (1997., postumno).
Preminuo je od posljedica srčanog udara u Zagrebu, a pokopan je u šibenskoj katedrali uz nazočnost brojnih crkvenih dostojanstvenika, državnih dužnosnika i vjernika.